# Viviers-lès-Montagnes
Viviers-lès-Montagnes is een gemeente in het Franse departement Tarn (regio Occitanie) en telt 1633 inwoners (1999). De plaats maakt deel uit van het arrondissement Castres.

## Geografie
De oppervlakte van Viviers-lès-Montagnes bedraagt 18,0 km², de bevolkingsdichtheid is 90,7 inwoners per km².
De onderstaande kaart toont de ligging van Viviers-lès-Montagnes met de belangrijkste infrastructuur en aangrenzende gemeenten.

## Demografie
Onderstaande figuur toont het verloop van het inwonertal (bron: INSEE-tellingen).